# دختر تعجب‌آور
دختر تعجب‌آور (به انگلیسی: The Staggering Girl) یا دختر سرگشته فیلمی کوتاه محصول سال ۲۰۱۹ و به کارگردانی لوکا گوادانینو است. در این فیلم بازیگرانی همچون میا گاث، مارته کلر، کایل مک‌لاکلن، کیکی لین، جولیان مور و آلبا رورواکر ایفای نقش کرده‌اند.